# 児玉元信
児玉 元信（こだま もとのぶ）は、安土桃山時代から江戸時代前期にかけての武将。毛利氏の家臣。父は児玉春種。兄に児玉元通、子に就澄。

## 生涯
児玉春種の次男として生まれる。
慶長2年（1598年）3月2日に元服し、毛利輝元から加冠状と「元」の偏諱を与えられて「元信」と名乗った。慶長8年（1603年）12月30日、毛利秀就から「新左衛門尉」の官途名を与えられる。
慶長12年（1607年）10月17日、兄・元通が死去。元通には娘の伊勢松がいるのみであったため、慶長14年（1609年）5月16日に輝元は、伊勢松が幼少のうちは元信が後見役として知行を預かって政務を行い、伊勢松が成長した際には元信の嫡男・就澄と婚姻させて後を継がせるよう命じている。
元和10年（1624年）3月13日、嫡男・就澄に周防国熊毛郡大野村のうちの200石と長門国阿武郡生雲村のうちの100石、合計300石の地を譲った。
承応2年（1653年）7月26日に死去。